# Lovranska Draga
Lovranska Draga je naselje u Hrvatskoj u općini Lovranu. Nalazi se u Primorsko-goranskoj županiji.

## Zemljopis
Istočno je Tuliševica, sjeveroistočno je Liganj, jugoistočno je Medveja, zapadno je Lovranska Draga, sjeverozapadno je park prirode Učka. 

## Stanovništvo
| broj stanovnika |       |       | 101   | 237   | 238   | 260   |       |       | 199   | 183   | 149   | 137   | 120   | 91    | 71    | 50    | 50    |
|                 | 1857. | 1869. | 1880. | 1890. | 1900. | 1910. | 1921. | 1931. | 1948. | 1953. | 1961. | 1971. | 1981. | 1991. | 2001. | 2011. | 2021. |

## Spomenici i znamenitosti
- Umjetnička instalacija „Puli Mȁlina“ (kod mlina)[4] - na renoviranim ostacima starog mlina uz planinarsku stazu u Lovranskoj Dragi izgrađen je site-specific umjetnički paviljon "Puli Mȁlina" umjetnika Davora Sanvincentija. Paviljon je izrađen od prirodnih materijala iz neposredne okoline – kestenova drva (maruna) te kamena. Koncept paviljona temelji se na ideji stvaranja prostora koji, procesima integracije u već postojeći okoliš Lovranske Drage, postaje mjesto susreta i odmora, odnosno prirodni zaklon te mjesto učenja o posebnostima ovoga kraja. Na datume godišnjih ekvinocija – zbog specifičnoga položaja južnoga prozora – posjetitelj ima priliku doživjeti susret i igru sunčevih zraka i vode.[5]

- Umjetnička instalacija "Puli Mȁlina" (kod mlina)
- "Puli Mȁlina" iz ptičje perspektive